# Лыжные гонки на зимних Олимпийских играх 1998 — эстафета 4×5 км (женщины)
Соревнования по лыжным гонкам в эстафете среди женщин на зимних Олимпийских играх 1998 года прошли 16 февраля. Местом проведения соревнований стал лыжно-биатлонный комплекс «Хакуба».Первые два этапа участницы прошли классическим стилем, третий и четвёртый этапы лыжницы бежали свободным стилем. В эстафете приняли участие спортсменки 16 стран.
Олимпийскими чемпионками, вновь стали лыжницы из России, россиянки не проигрывали эстафеты на Играх уже с 1988 года .Серебряные медали достались сборной Норвегии. В середине первого этапа, на длинном подъеме совершила мощный рывок Нина Гаврылюк, поддержать это ускорение и не отпустить россиянку смогла только Бенте Мартинсен. Таким образом, определилась пара лидеров гонки. Норвежки вместе с россиянками прошли и  закончили всю классическую часть эстафеты (Марит Миккельспласс выигрывала на финише второго этапа 1 секунду у Ольги Даниловой), однако на третьем этапе за 2 километра до финиша своего участка Елена Вяльбе cумела оторваться от Элин Нильсен практически на полминуты, а Лариса Лазутина уверенно прошла финишную часть гонки, не дав Аните Моэн-Гуидон возможности догнать себя. Лазутина финишировала с флагом.
Битва за бронзу получилась интересной. Номинальные фаворитки итальянки провалили классическую часть:Карин Мородер и Габриэлла Паруцци оказались к гонке не готовыми, их усилиями после двух этапов итальянки занимали только 12-е место. После первого этапа на третьем месте шли шведки, усилиями чемпионки мира Антонины Ординой, после половины гонки украинки (на первые два этапа они выставили сильнейших спортсменок: Шевченко и Тараненко-Терелю). После третьего этапа сформировалась группа претенденток на бронзу — немки, чешки и швейцарки. Мануэла Ди Чента, бежавшая за Италию на третьем этапе, не смогла значительно улучшить положения, к третьему этапу итальянки шли на 9-м месте, уступая третьему месту 58 секунд. Казалось, теперь медали точно не будет. Но Стефания Бельмондо включилась по-максимому, на 4 этапе она совершила чудо: она отыграла за 5 км минуту у претенденток на бронзу, выиграла финишный спурт, в котором участвовали 4 лыжницы, таким образом, бронза у спортсменок Италии.
Бельмондо показала абсолютно лучшее время за все этапы (13:00.1), для сравнения у Лазутиной на том же этапе второе время — 13:26.7, а Вяльбе на третьем этапе пробежала 5 км за 13:39.8. Итальянка рассматривалась специалистами фавориткой на заключительную гонку Игр — марафон коньковым стилем.

## Медалисты
| Золото                                                                   | Серебро                                                                             | Бронза                                                                             |
| Россия · Нина Гаврылюк · Ольга Данилова · Елена Вяльбе · Лариса Лазутина | Норвегия · Бенте Мартинсен · Марит Миккельспласс · Элин Нильсен · Анита Моэн-Гуидон | Италия · Карин Мородер · Габриэлла Паруцци · Мануэла Ди Чента · Стефания Бельмондо |

## Результаты
| Место | Команда                                                                                   | Время     |
| ----- | ----------------------------------------------------------------------------------------- | --------- |
| 1     | Россия · Нина Гаврылюк · Ольга Данилова · Елена Вяльбе · Лариса Лазутина                  | 55:13,5   |
| 2     | Норвегия · Бенте Мартинсен · Марит Миккельспласс · Элин Нильсен · Анита Моэн-Гуидон       | 55:38,0   |
| 3     | Италия · Карин Мородер · Габриэлла Паруцци · Мануэла Ди Чента · Стефания Бельмондо        | 56:53,3   |
| 4     | Швейцария · Сильвия Хоннегер · Андреа Хубер · Бригитте Альбрехт · Наташа Леонарди         | 56:55,2   |
| 5     | Германия · Кати Вильхельм · Мануэла Хенкель · Констанце Блум · Анке Шульце                | 56:55,4   |
| 6     | Чехия · Яна Салдова · Катерина Нойманова · Катержина Ганушова · Зузана Коцумова           | 56:58,7   |
| 7     | Финляндия · Тууликки Пюукёнен · Милла Яухо · Сату Салонен · Анита Нюман                   | 57:34,3   |
| 8     | Швеция · Антонина Ордина · Анетт Фанквист · Магдалена Форсберг · Карин Сетерквист         | 57:53,7   |
| 9     | Украина · Валентина Шевченко · Ирина Тараненко-Тереля · Елена Гаясова · Марина Пестрякова | 57:54,8   |
| 10    | Япония · Томоми Отака · Сумико Йокояма · Фумико Аоки · Кумико Йокояма                     | 58:22,8   |
| 11    | Франция · Софи Вильнев · Анник Пьерель · Анн Лор Кондево · Карин Филиппо                  | 58:27,7   |
| 12    | Казахстан · Светлана Дешёвых · Оксана Яцкая · Светлана Шишкина · Ольга Селезнёва          | 59:11,3   |
| 13    | Польша · Катажина Гебалы · Малгожата Рухала · Дорота Квасны · Бернадета Пётровская        | 59:56,7   |
| 14    | Беларусь · Светлана Камоцкая · Екатерина Антонюк · Елена Синкевич · Людмила Королик       | 59:56,9   |
| 15    | США · Керрин Петти · Сьюзэнн Кинг · Лора Маккэйб · Лора Уилсон                            | 1:00:51,2 |
| 16    | Канада · Бекки Скотт · Милен Терьо · Сара Реннер · Жами Фортье                            | 1:01:09,9 |